# Manipulador de alimentos
El término manipulador de alimentos se refiere a toda persona que por su actividad laboral tiene contacto directo con los alimentos durante su preparación, fabricación, transformación, elaboración, envasado, almacenamiento, transporte, distribución, venta, suministro y servicio. Suelen excluirse de esta lista algunas actividades ligadas al sector primario.

## Legislación

### Europa
Como consecuencia de la Directiva 2006/123/CE y la entrada en vigor de las respectivas leyes europeas, en concreto el Reglamento (CE) 854/2004, se promulga en España, el Real Decreto 109/2010, de 5 de febrero (BOE 19/02/2010), que deroga expresamente el Real Decreto 202/2000, de 11 de febrero, por el que se establecen las normas relativas a los manipuladores de alimentos.
Según lo establecido en el Reglamento (CE) n.º 852/2004 que se refiere a la higiene de los productos alimenticios, entre las obligaciones de las empresas alimentarias se incluye la de garantizar «la supervisión y la instrucción o formación de los manipuladores de productos alimenticios en cuestiones de higiene alimentaria».
Es obligatorio tener el certificado si vas a trabajar manipulando alimentos aunque no es necesario realizarlo en otras ocasiones. Es recomendable realizar el curso cada 4 o 5 años para actualizar los conocimientos, además que las empresas empiezan a exigirlo.
En las visitas de control oficial que reciban las empresas alimentarias, éstas deberán mostrar los certificados de todos aquellos trabajadores cuya actividad laboral implique la manipulación de alimentos.

### En Chile
Se define el término de Manipulador de Alimentos de manera oficial en la Legislación Sanitaria vigente como "toda persona que trabaja a cualquier título, aunque sea ocasionalmente, en lugares donde se produzca, manipule, elabore, almacene, distribuya o expenda alimentos". Esto corresponde a lo señalado en el Reglamento Sanitario de los Alimentos del Ministerio de Salud (Decreto N° 977/96, Publicado en el Diario Oficial con fecha 13.05.97)

## Contaminación de los alimentos

### Clasificación de la contaminación de los alimentos

#### Física
Se trata de cualquier objeto inanimado que puede caer o incorporarse a un alimento ( trozos de guante, tiritas, clips, botones, pendientes, trozos de techo o de pintura, fragmentos de fluorescente que se rompe, tornillos). La radiación en los alimentos también se considera contaminación física. 

#### Química
Se trata de cualquier compuesto químico que pueda contener el alimento.
Puede tener diversos orígenes, aunque en las cocinas, la principal fuente son los productos de limpieza (es por ello que deben guardarse en un armario exclusivo y cerrado). 
- Productos de limpieza
- Ingredientes a dosis elevadas (nitratos y nitritos en charcutería, restos de antibióticos en carne)
- Sustancias que se producen o contiene de forma natural el alimento (Solanina patatas, cianuro almendras amargas, hongos tóxicos)
- Sustancias que se producen o se añaden en el procesado de los alimentos (baterías de cocina con plomo, arsénico, aceite en las frituras, productos derivados del tostado de los alimentos.

#### Biológica
Es la más importante en la manipulación de alimentos. 
Se diferencian dos tipos. 
1. La macroscópica; que se puede ver a simple vista (insectos, roedores y plagas voladoras, entre otros)
2. La que no se ve pero se puede encontrar en alimentos mediante diversos test microbiológicos; la microbiológica (virus, bacterias, algunos parásitos y priones).

- Virus: Los virus pueden ir a parar a un alimento y la forma más habitual es que los incorpore una persona infectada. No obstante, como un alimento no tiene vida, un virus no se puede reproducir en él por lo general, ya que carecen de metabolismo propio. De esta manera el consumidor solo recibirá los que el infectado ha depositado.
- Bacterias: Es el organismo que causa con mayor frecuencia las infecciones de transmisión alimentaria. La vía de acceso de las bacterias a los alimentos es muy diversa, y lo más probable es que ya las presente el propio alimento. Lo más importante que hay que saber acerca de las bacterias es conocer qué factores las hacen crecer y multiplicarse. Hay que tener en cuenta que una bacteria es capaz de dividirse en solo 20 minutos si las condiciones le son favorables.

Las condiciones más favorables para el crecimiento de bacterias son la existencia de diversos nutrientes (proteínas, lípodos hidratos de carbono) y humedad. Por tanto, los alimentos como la leche y lactoderivados, los huevos, las carnes y el pescado suelen ser los más "peligrosos"

## Higiene personal

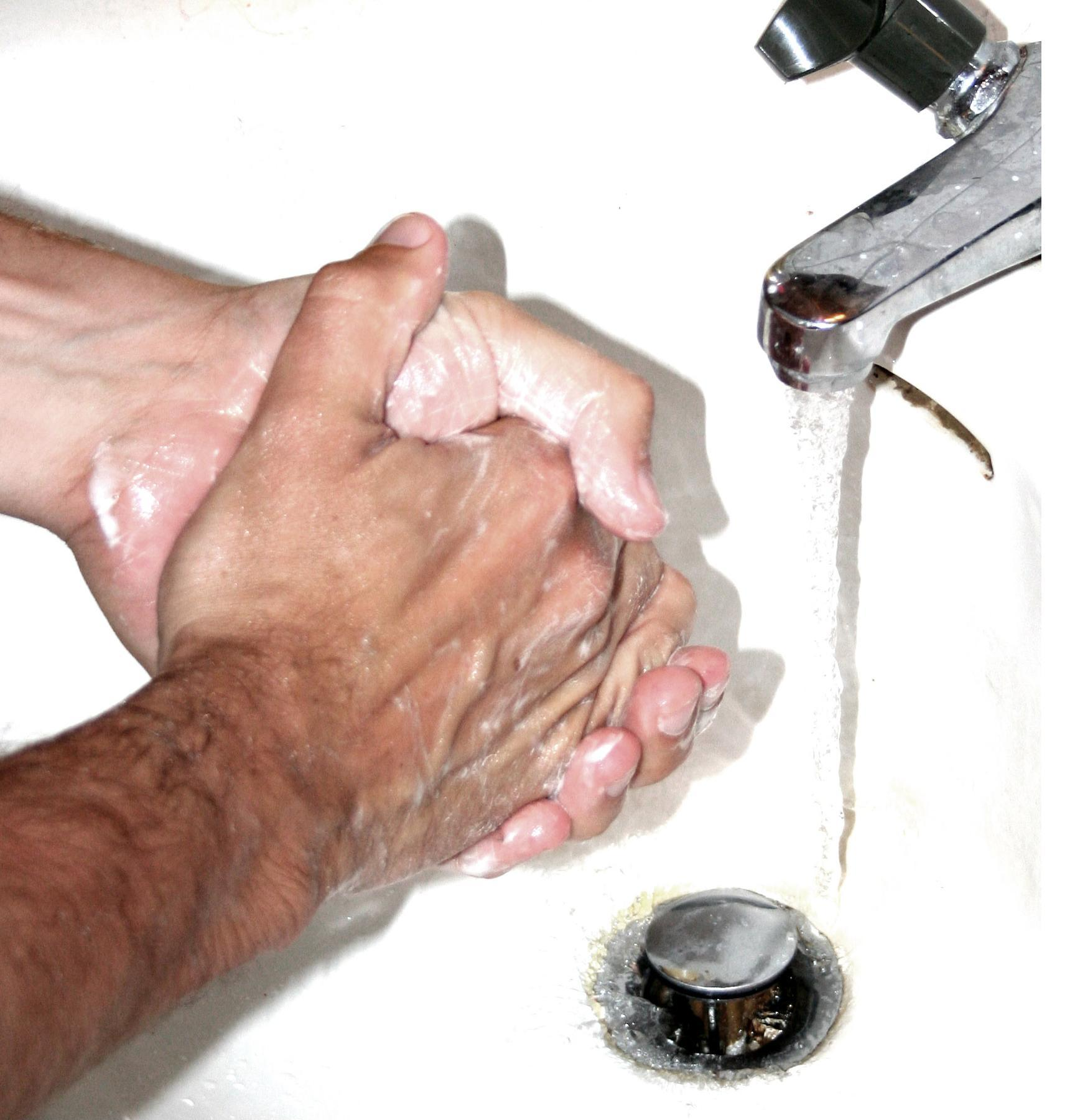
El lavado de manos adecuado es la base de la higiene de todo manipulador

Todo manipulador de alimentos debe destacar por su alto grado de higiene personal. Los manipuladores deberán mantener una esmerada limpieza personal mientras estén en funciones debiendo llevar ropa protectora, tal como: cofia o gorro que cubra la totalidad del cabello y delantal. Estos artículos deben ser lavables, a menos que sean desechables y mantenerse limpios. Este personal no debe usar objetos de adorno en las manos cuando manipule alimentos y deberá mantener las uñas de las manos cortas, limpias y sin barniz. 
De los 2.500 millones de personas en todo el mundo que no tienen acceso a condiciones adecuadas de saneamiento, más de un tercio vive en India. Casi el 69% de la población de dicho país practica la defecación al aire y sin lavado de manos, de acuerdo a estimaciones, alrededor de 212.000 niños menores de cinco años mueren anualmente a causa de diarrea. Se ha planteado la interrogante de si construir más retretes detiene la propagación de enfermedades relacionadas con la falta de cuidado de salud, razón por la cual los programas gubernamentales indios de saneamiento se han centrado en la construcción de letrinas.
Un estudio evaluó la Campaña de Saneamiento Total del gobierno indio en Odisha, contando con la participación de más de 50.000 personas en 100 aldeas. Durante el período de estudio, la cantidad de letrinas en las aldeas intervenidas aumentó de 9% a 63%. Los resultados demuestran que este aumento no impidió la incidencia de diarrea en los beneficiarios, ni redujo las enfermedades. Por otro lado, la construcción de letrinas en sí misma no permite lograr el cambio de comportamiento asociado a la defecación al aire libre, ya que, de hecho, varios hogares que cuentan con retretes han mantenido dicha práctica.

### Lavado de manos
El lavado de manos tiene como objetivo eliminar las suciedad visible y los posibles agentes patógenos que se puedan albergar en ellas así como la flora transitoria que se deposita sobre ellas. El personal que manipula alimentos deberá lavarse y cepillarse siempre las manos antes de iniciar el trabajo, inmediatamente después de haber hecho uso de los servicios higiénicos, después de manipular material contaminado y todas las veces que sea necesario.

### Hábitos higiénicos
Hábitos prohibidos durante el trabajo:
- Fumar
- Comer
- Masticar chicle, caramelos…
- Secarse el sudor con la mano o brazo
- Toser o estornudar sobre los alimentos
- Hablar directamente sobre los alimentos
- Peinarse o rascarse
- Manipular dinero

### Salud
Al responsable del establecimiento se debe comunicar: 
- Si tenemos alguna lesión o herida en las manos
- Si tenemos diarrea, náuseas, vómitos y fiebre
- Si tenemos secreciones anormales por la nariz, las orejas o los ojos

Se deben comunicar para que el responsable conozca los hechos y adopte las medidas necesarias ya que estos casos son grandes fuentes de contaminación de alimentos. 
En el caso de heridas, se deben curar, colocar una tirita o similar y siempre colocar un apósito impermeable que evite que se desprendan. Cuando la herida es en la mano, lo mejor es un guante.

## Control de plagas
Para evitar la aparición de plagas existen métodos directos e indirectos:
- Directos: Evitar que entren y evitar que se queden.
- Indirectos: Eliminarlas si han entrado.

Para evitar que entren:
- Utilizar telas mosquiteras en ventanas y en cualquier apertura al exterior
- Tapar agujeros
- Colocar faldones en las puertas
- Colocar cortina de aire en los accesos o presión positiva
- Asegurarse que los sumideros están con agua y con tapa
- Utilizar aparatos ahuyentadores por ultrasonidos

Para evitar que se queden:
- Eliminar los restos de alimentos que puedan quedar sobre las superficies de trabajo o sobre almacenes (Tener un correcto plan de limpieza).
- Proteger adecuadamente los alimentos (proteger sacos…)
- No dejar basuras por las noches (Plan de residuos)
- Eliminando fuentes de bebida para las ratas (como sumideros que gotean, desagües de nevera…)
- Tapar agujeros en baldosas o grietas que puedan servir de refugio para las plagas (Plan de mantenimiento)
- No acumular suciedad o trastos viejos en las instalaciones.